# Vendetta (film 1947)
Vendetta (Hungry Hill) è un film del 1947 diretto da Brian Desmond Hurst.